# Rose Bowl (Southampton)
Der Rose Bowl ist ein Cricket-Stadion in der englischen Stadt Southampton. Das Stadion dient als Heimstätte des Hampshire County Cricket Club und eines der heutigen neun Test-Stadien im Vereinigten Königreich.

## Geschichte
Mit seiner Errichtung ersetzte das Stadion den vorherigen County Ground als Heimstätte des Hampshire CCC. Die Erwartung war neben ODI-Spiele auch Test-Spiele in Hampshire austragen zu können. Der erste Versuch der Bewerbung um ein solches Spiel scheiterte jedoch 2006, so dass noch einmal eine Weiterentwicklung des Stadions stattfand.

## Kapazität und Infrastruktur
Das Stadion hat eine Kapazität von 16.500 Plätzen die mit Weiteren temporären Ergänzungen erweitert werden kann. Die beiden Ends heißen Pavilion End und Northern End.

## Nutzung
Im Stadion wurde 2005 das erste Twenty20-Heimspiel Englands gegen Australien ausgetragen. Seit dem Jahr 2011 finden auch Test-Spiele hier statt. Während des Cricket World Cup 2019 war das Stadion wieder einer der Austragungsorte.